# ABOKABO SMT
ABOKABO SMT, alias ATTI BOURAHIMA KADER BABOYEMA, est un entrepreneur, artiste et producteur de musique togolais né le 8 août 1992 à TCHÉBÉBÉ, dans la région centrale du Togo. Fils de ATTI BOURAHIMA MAMADOU et de KATALA ABRA, il a développé une passion pour les arts et la technologie dès son jeune âge.
Débuts artistiques
ABOKABO SMT a commencé sa carrière musicale en 2004 en tant que danseur. En 2009, il a rejoint l'orchestre créé par ALABANI RAZAK en 2007 à Tchébébé, où il a occupé le poste de guitariste accompagnateur.
Formation et expérience
En janvier 2011, ABOKABO SMT a quitté le Togo pour le Nigeria, où il a travaillé comme gardien de maison tout en suivant des formations en :
- Photographie : pour développer ses compétences en capture d'images.
- Technicien en informatique : pour maîtriser les technologies de l'information.
- Audiovisuel : notamment en montage vidéo et en home studio, sous la direction de Monsieur OKETCHOUKOU IHEME à IKEJA "computer village".
- Beat making : pour créer des beats et des productions musicales.
- Ingénierie de son : pour maîtriser les techniques de sonorisation et de production audio.
Création de MULTI-BRAIN
En novembre 2012, ABOKABO SMT est revenu au Togo et a créé son entreprise, MULTI-BRAIN, qui compte plusieurs filiales, notamment :
- MULTIBRAINSTUD : un studio de montage vidéo, de photographie et d'ingénierie de son qui offre des services de production audiovisuelle de haute qualité.
- Formation musicale : des cours et des ateliers pour aider les artistes à développer leurs compétences musicales.
- Informatique : des services de conseil et de formation en informatique pour les particuliers et les entreprises.
- Réparation et vente de matériaux électroniques : une filiale qui propose des services de réparation et de vente de matériel électronique à Tchébébé.
Expérience professionnelle
De 2020 à 2023, ABOKABO SMT a travaillé en tant que technicien en informatique et en électricité bâtiment pour DP INGÉNIERIE (Défis et Performance Ingénierie), une entreprise basée à Abidjan, en Côte d'Ivoire, avec le Directeur général, Monsieur NATCHINDJA SANI. Cette expérience lui a permis de développer ses compétences en informatique et en électricité bâtiment.
Aujourd'hui, ABOKABO SMT est un entrepreneur et artiste reconnu pour son travail dans le domaine de l'audiovisuel, de la musique et de la technologie. Il continue de développer ses activités et de proposer des services de qualité à sa communauté.